# Нанкін-Лукоу
Міжнародний аеропорт Нанкін Лукоу (IATA: NKG, ICAO: ZSNJ) — є головним аеропортом, що обслуговує Нанкін (столиця провінції Цзянсу ), а також основним аеропортом, що обслуговує район дельти річки Янцзи . Станом на 2020 рік це 12-й за завантаженістю цивільний аеропорт у Китаї, опустившись на одне місце порівняно з 2019 роком після того, як його обігнав міжнародний аеропорт Чженчжоу Сіньчжен. Він розташований у передмісті району Цзяннін, понад 35 км (22 миля) на південь від центру міста, і з'єднаний з Нанкіном та сусідніми містами швидкісними дорогами. Фаза I міжміської лінії Ninggao та лінії S1 Нанкінського метрополітену з'єднують аеропорт із Південним залізничним вокзалом Нанкіна.
Нанкін є центром для компанії China Eastern Airlines Jiangsu Company, філії Shenzhen Airlines у Цзянсу та філії Juneyao Air у Цзянсу. China Southern Airlines також здійснює значну кількість рейсів туди. Незважаючи на те, що Beijing Capital Airlines і Air Travel не виконують стільки рейсів, скільки деякі інші авіакомпанії, вони також створили бази в Нанкіні. Нанкін є основною базою для China Postal Airlines, яка здійснює вантажні перевезення до всіх великих міст Китаю, обслуговує експрес-пошту та вантажні перевезення для China Post . У 2020 році аеропорт обслужив 19 906 576 пасажирів і 389 362,4 тонни вантажів після падіння пасажиропотоку на -34,9% через вплив пандемії COVID-19.

## Історія
Будівництво міжнародного аеропорту Нанкін Лукоу почалося 28 лютого 1995 року і було завершено через два роки. Коли аеропорт відкрився 1 липня 1997 року, всі цивільні операції були переведені в нього з аеропорту Нанкін Дацзяочан, а Нанкін Дацзяочан було перетворено на китайську військову авіабазу. 
Незважаючи на те, що Нанкін Лукоу був призначений міжнародним аеропортом з моменту початку роботи, державні адміністрації Китаю схвалили його для іноземних літаків лише 18 листопада 1997 року. 
У 2006 році Пошта Китаю почала будувати свій центр експрес-логістики в Нанкіні Лукоу для надання послуг експрес-пошти. Початкове будівництво було завершено до 2009 року, постійно додаючи додаткові об’єкти та функції. Остаточний проект, як і планувалося, стане найбільшим в Азії та третім за розміром у світі.
У 2009 році аеропорт обслужив 10 мільйонів пасажирів. 26 березня 2010 року Сінгапурські авіалінії офіційно припиняють польоти між Сінгапуром Чангі та Нанкіном. У 2013 році ця цифра перевищила 15 млн, що на 3 млн перевищує проектну потужність терміналу. Під час підготовки до літніх Юнацьких Олімпійських ігор 2014 року, які приймав Нанкін, термінал 2 було завершено після більш ніж трьох років будівництва. Також було завершено нову паралельну злітно-посадкову смугу з руліжними доріжками, нову вежу, нові місця для стоянки літаків і нові засоби обробки вантажів. 12 липня 2014 року всі рейси були перенесені в термінал 2, а термінал 1 був закритий на ремонт.
Нові об’єкти усунули вузьке місце, викликане обмеженими можливостями старого терміналу та злітно-посадкової смуги. У листопаді 2014 року, із запуском Фази 2 розширення та оптимізації схем повітряного руху сусідніх районів, влада схвалила збільшення обсягу польотів у годину пік з 28 рейсів на годину до 38 рейсів на годину.

## Композиція
Аеропорт складається з двох терміналів, двох злітно-посадкових смуг довжиною 3600 метрів (паралельних трьома руліжними доріжками та з’єднаних двома руліжними доріжками), двох диспетчерських веж, вантажного центру, транспортного центру та перону. Поруч з аеропортом, але не входить до нього, розташований експрес-логістичний центр China Post і база авіакомпанії China Postal Airlines.
Старіша частина аеропорту складається з:
- Термінал 1 (площа 160 000 м², 80 стійок реєстрації та 33 смуги безпеки.
- одна північна злітно-посадкова смуга (довжина 3600 м, ширина 60 м, рейтинг 4E)
- одна злітно-посадкова смуга (довжина 3600 м, ширина 45 м)
- вантажний центр (34 000 м²)
- фартух (447 000 м²)
- диспетчерська вежа (висота 87 м[6])

## Флот

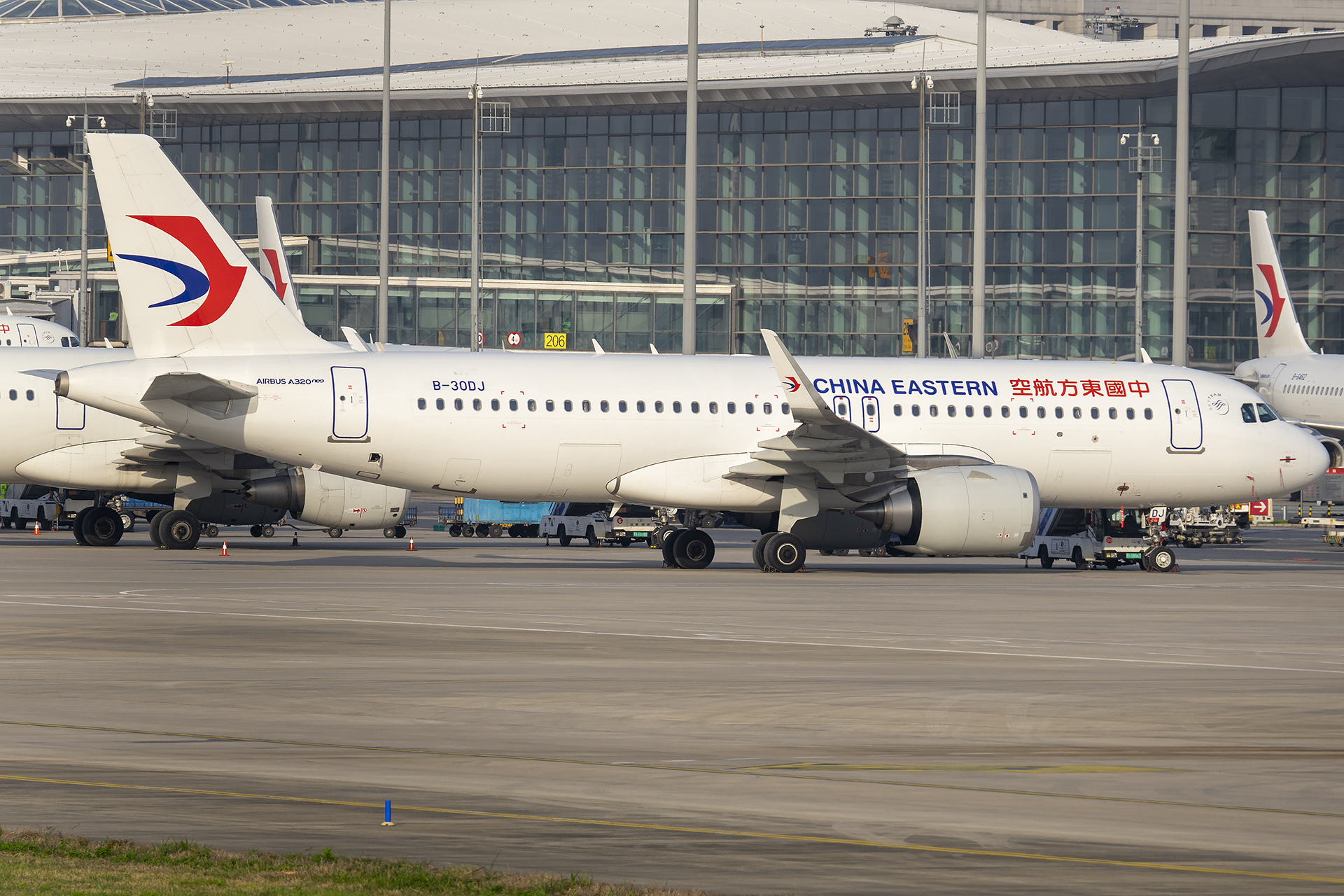
Airbus A320-251N авіакомпанії China Eastern Airlines у NKG T2
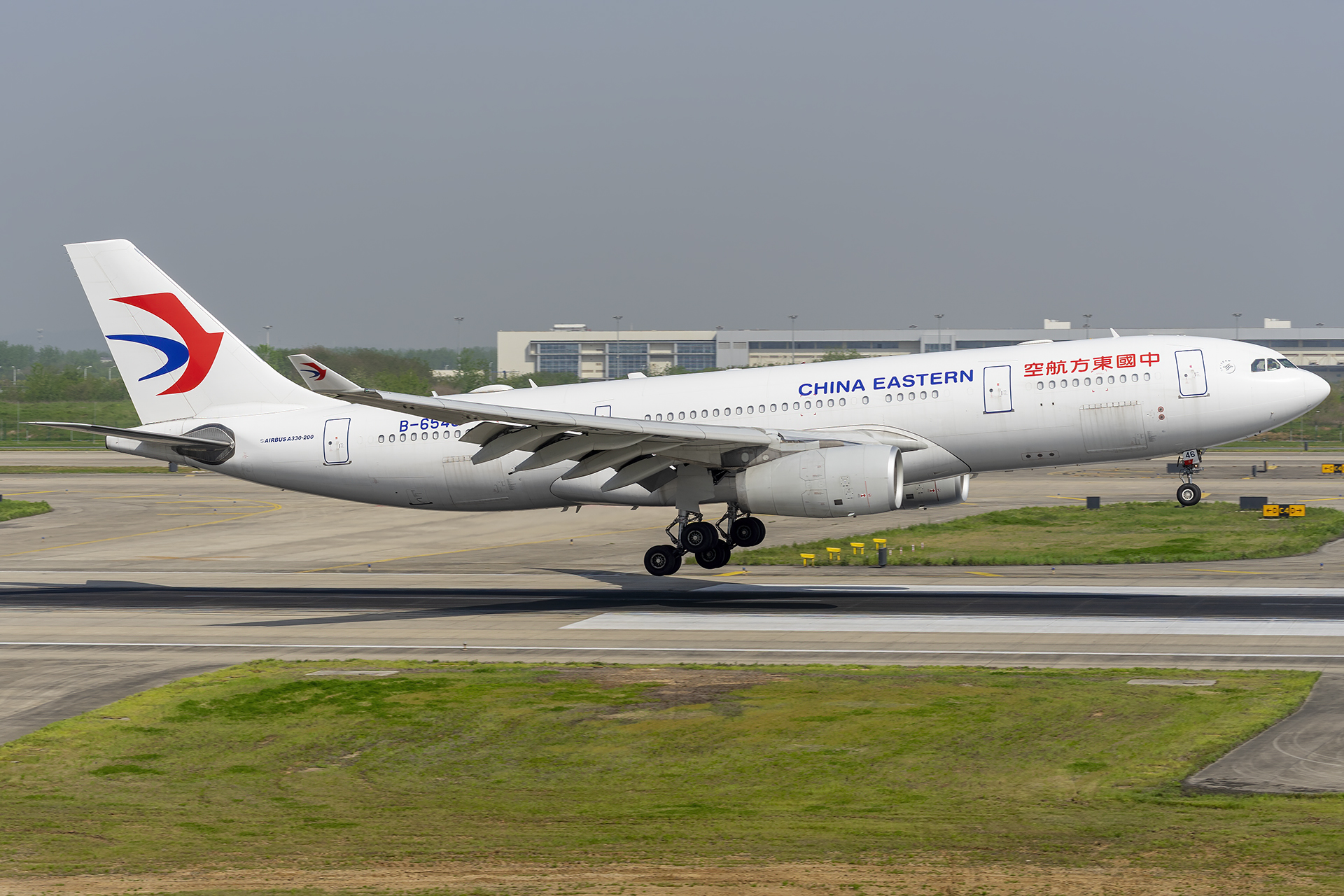
Airbus A330-243 China Eastern Airlines приземлився на злітно-посадковій смузі 07 NKG
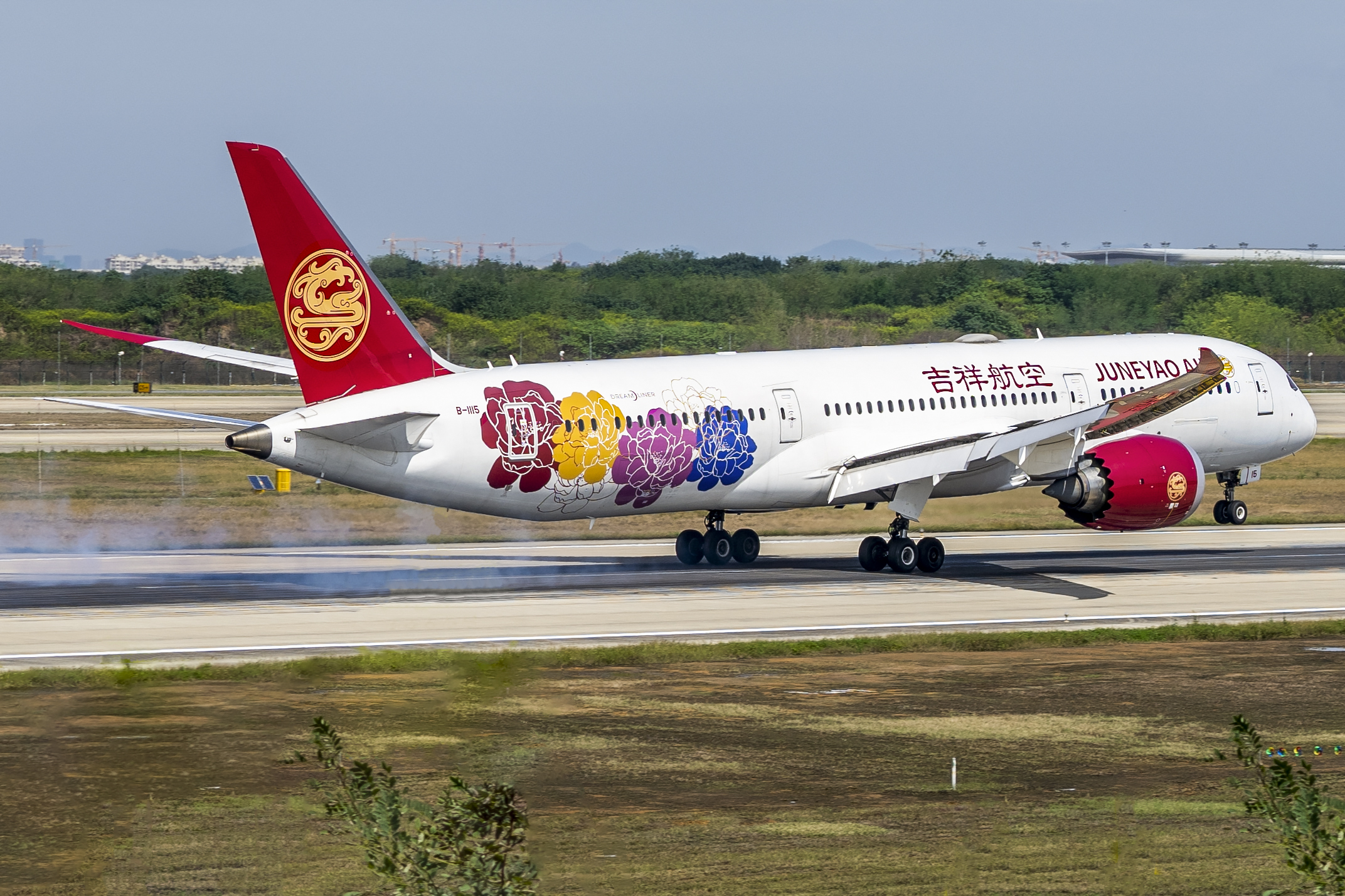
Літак Boeing 787-9 Dreamliner компанії Juneyao Air в спеціальних кольорах «Китайська півонія (梦旅生花)» виконує рейс Осака – Нанкін і приземляється на злітно-посадковій смузі 07 NKG
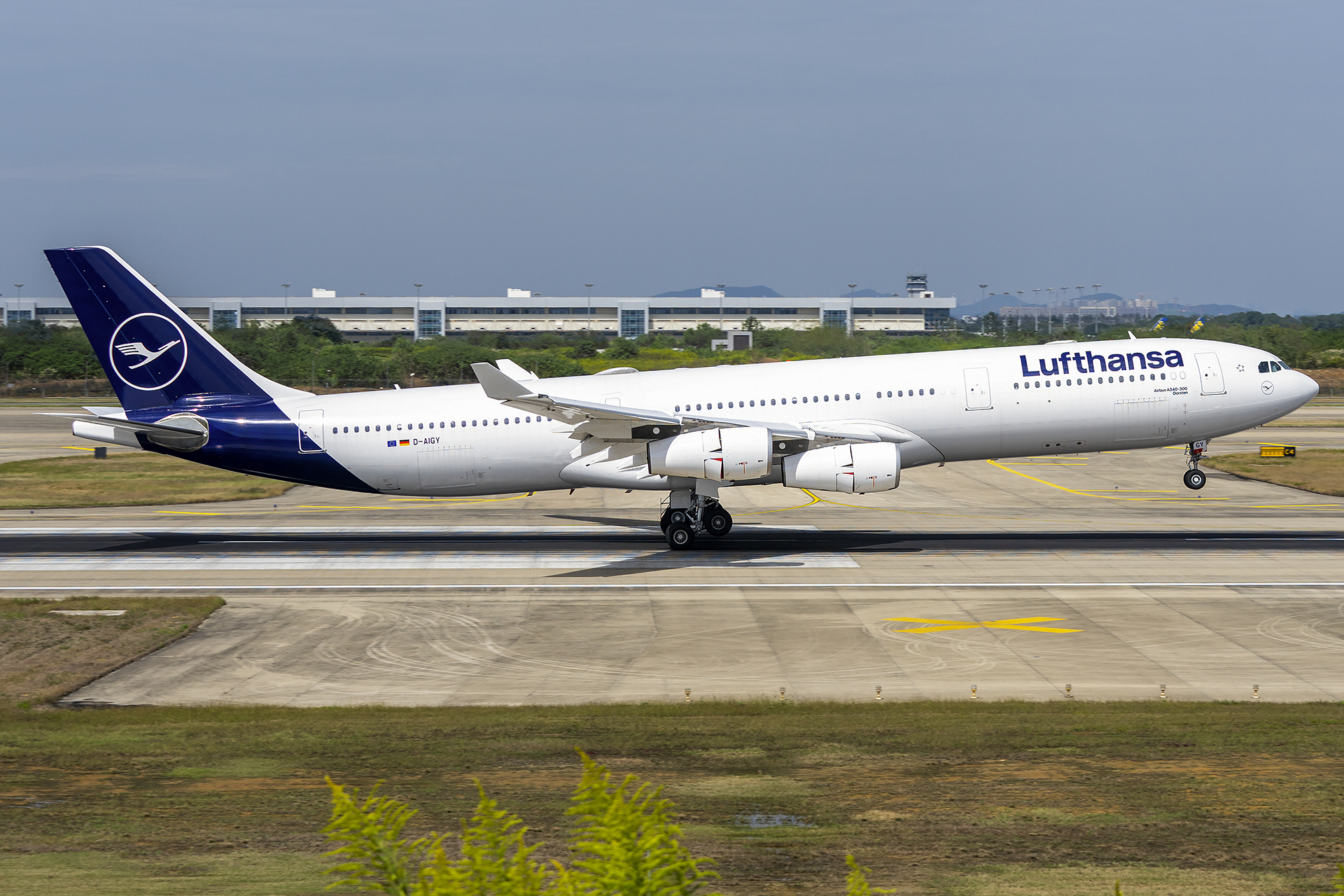
Аеробус A340-313 Lufthansa приземляється на злітно-посадковій смузі 07 NKG
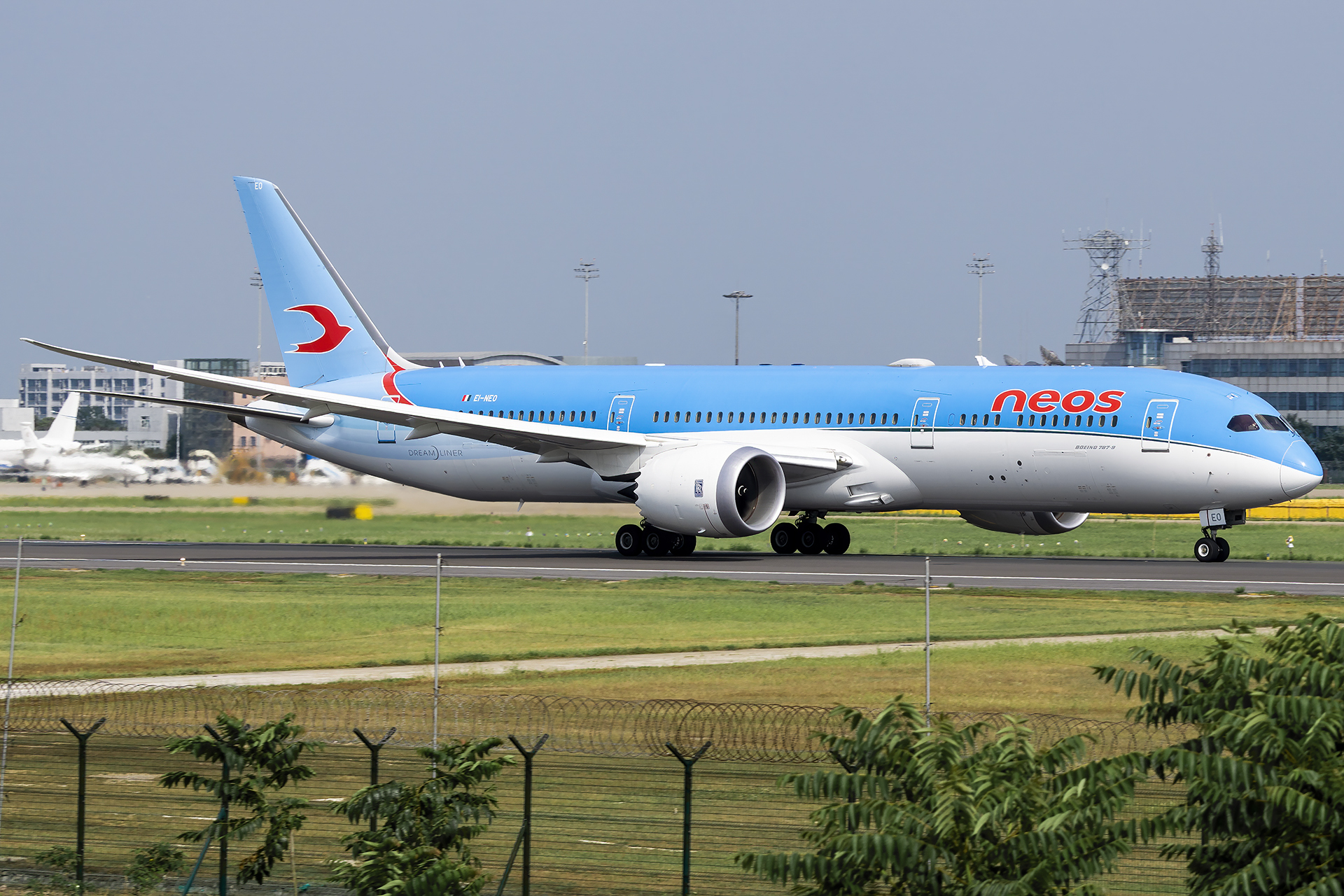
Boeing 787-9 Dreamliner рулить по NKG]
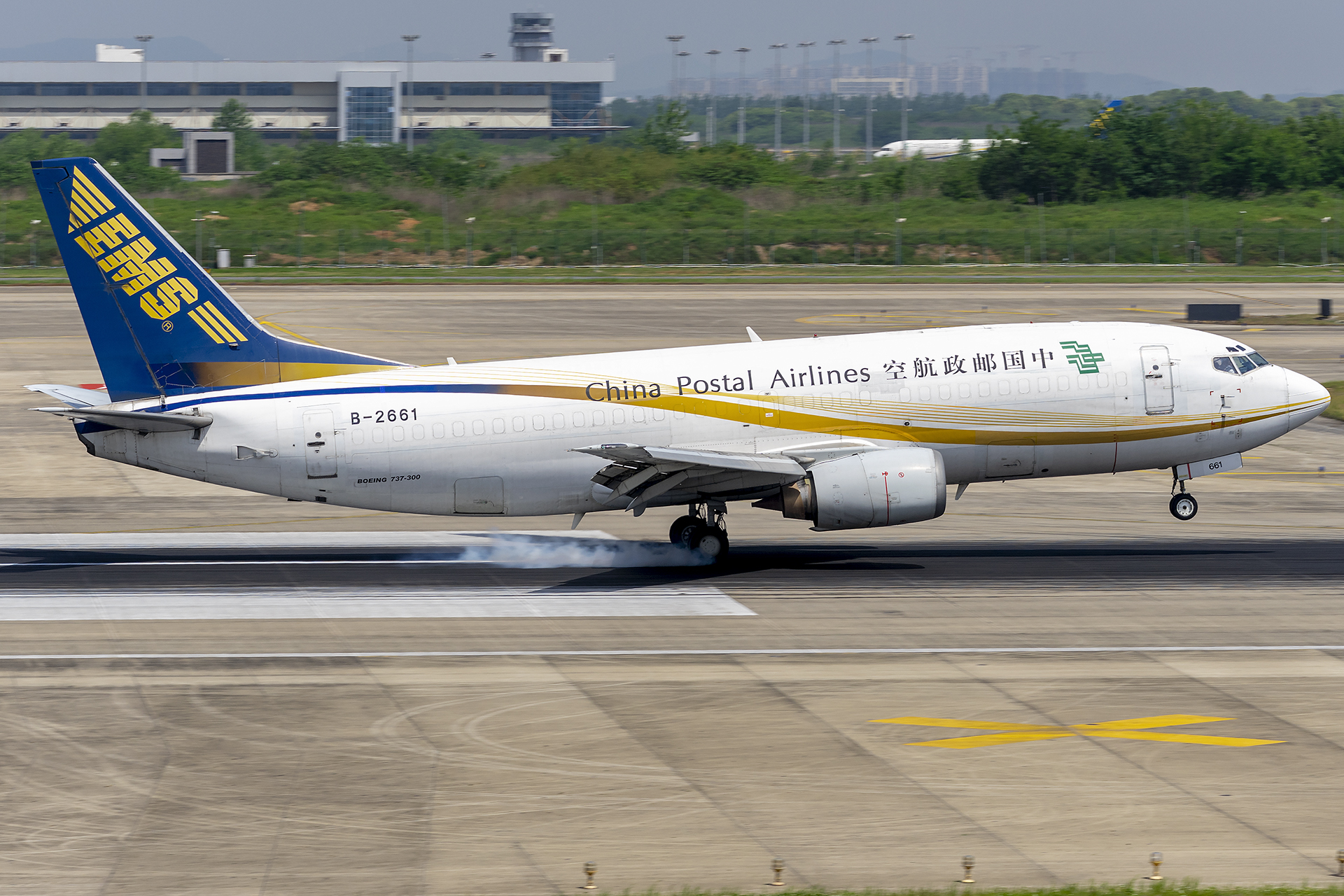
Boeing 737-3Q8(SF) авіакомпанії China Postal Airlines приземляється на злітно-посадковій смузі 07 NKG
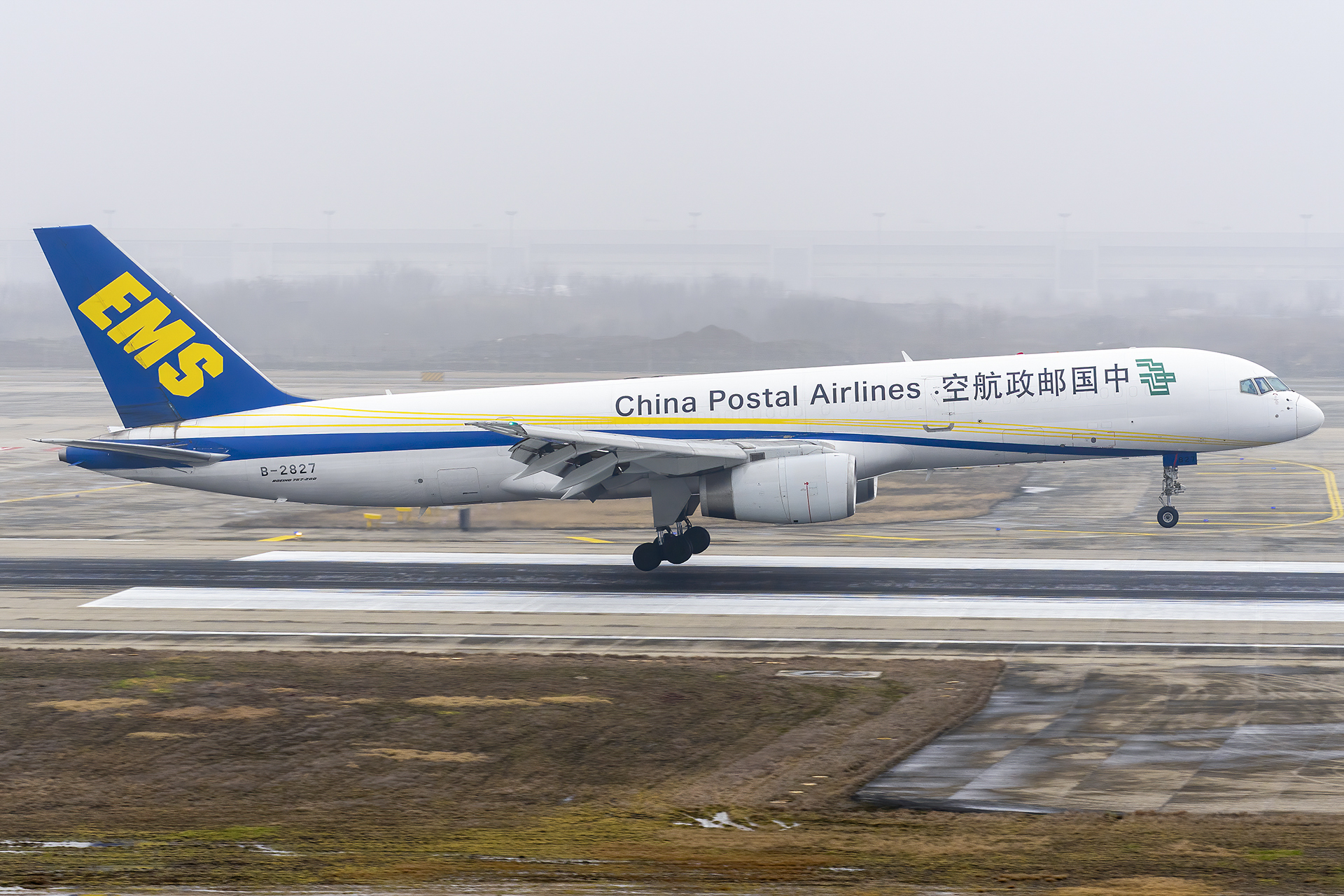
Boeing 757-2Y0(PCF) авіакомпанії China Postal Airlines приземляється на злітно-посадковій смузі 07 NKG
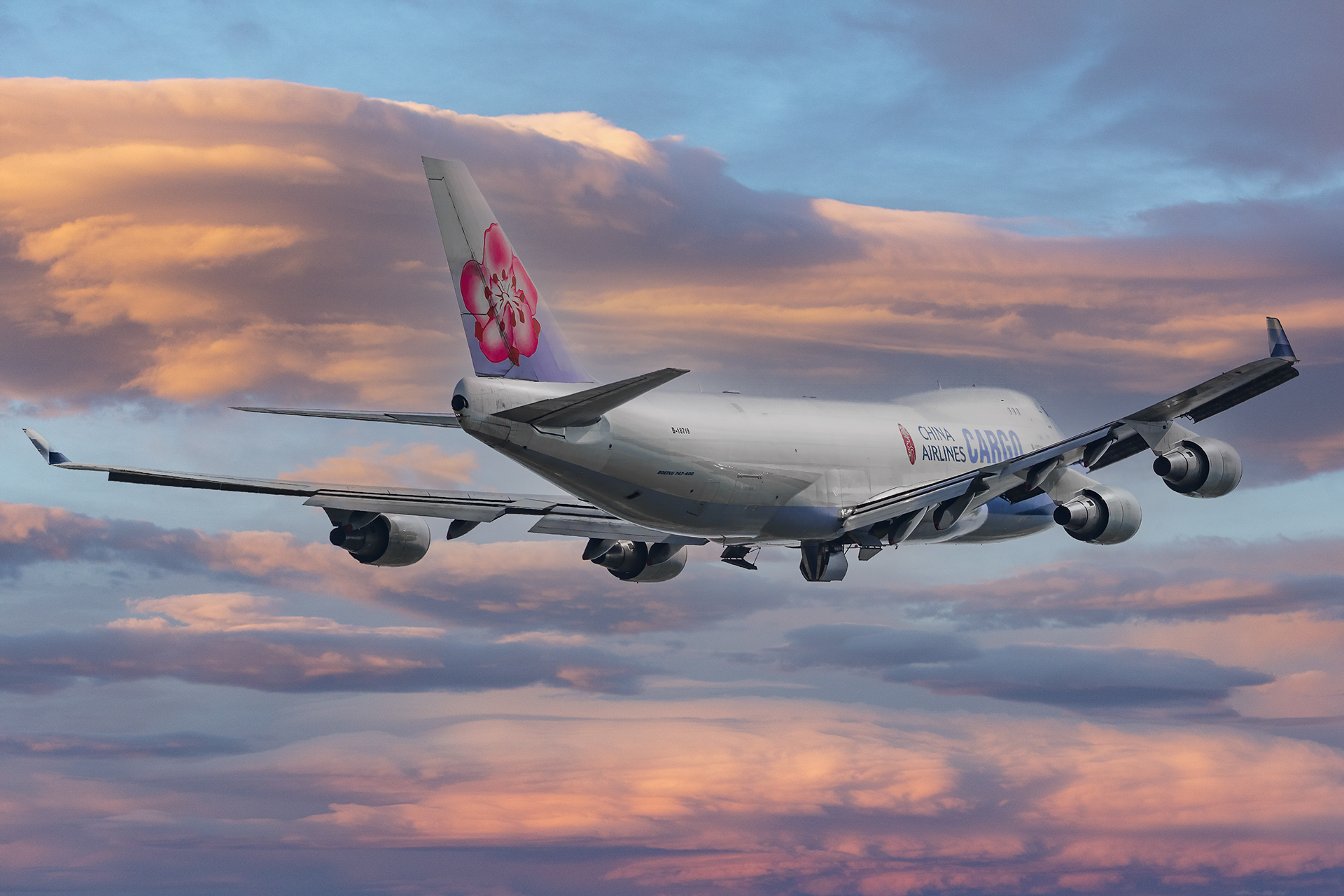
Вантажний Boeing 747-409F авіакомпанії China Airlines, що відправляється з NKG

## Наземний транспорт

### Трансфер до аеропорту

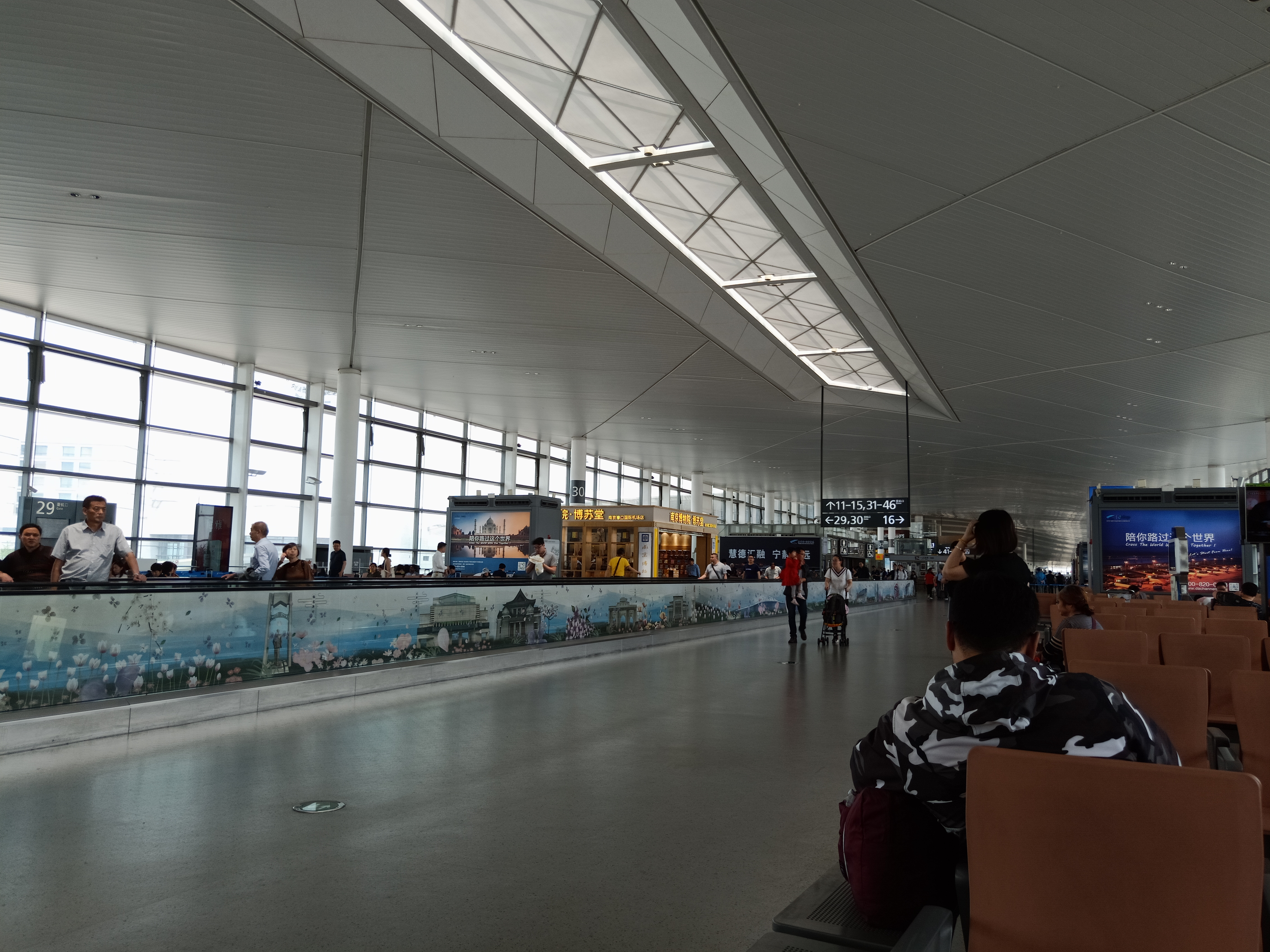
Зал очікування

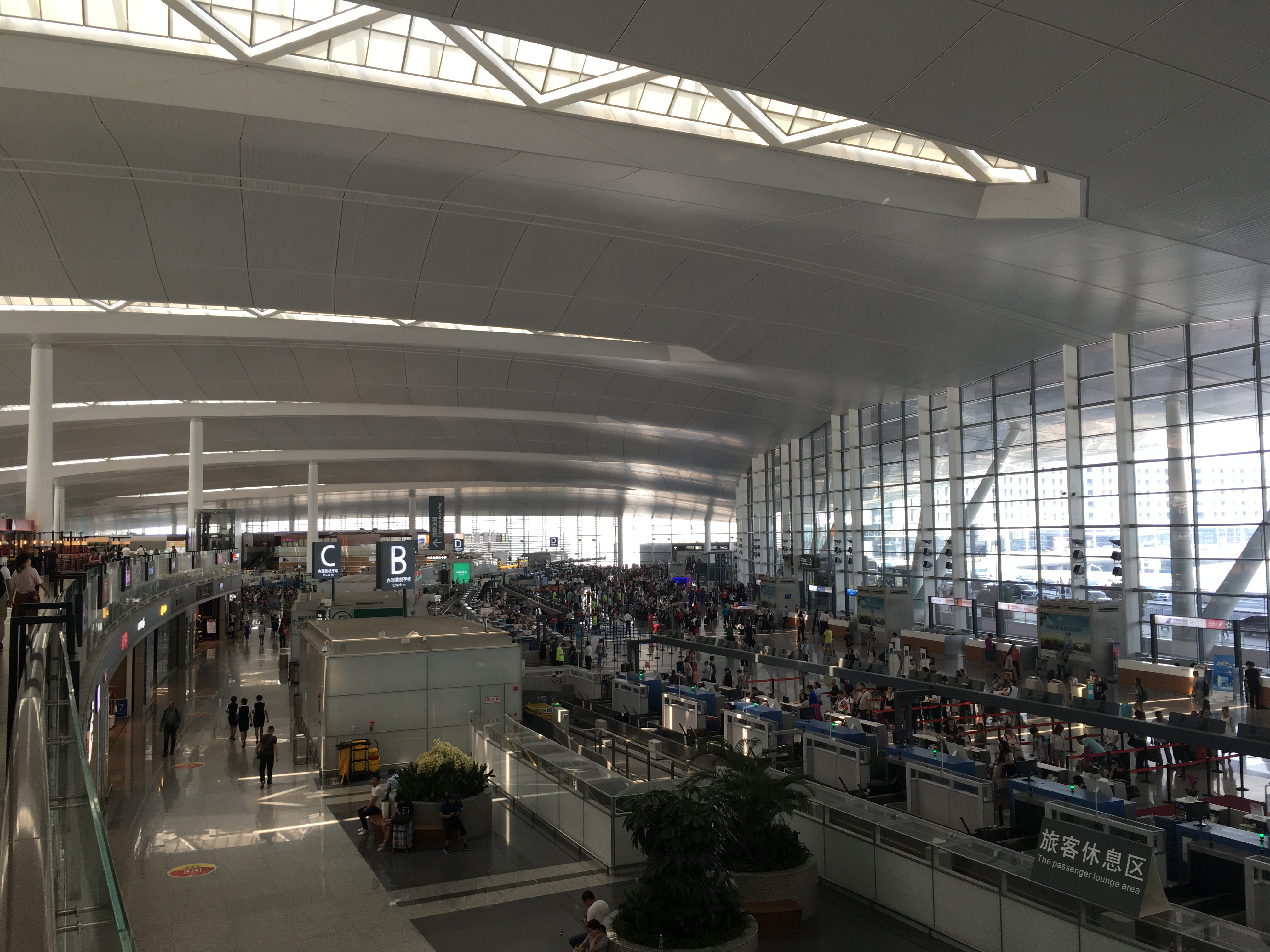
Інтер'єр NKG T2

#### Від міста до аеропорту
- Від Південного залізничного вокзалу Нанкіна : 6:00–21:00 кожні 20 хвилин, тривалість 40 хвилин
- Від залізничної станції Нанкін East Square (із зупинкою на 221 Middle Longpan Road): 5:40–21:00, кожні 20 хвилин, тривалість 80 хвилин

#### З аеропорту до міста
- Лінія 1: 30 хвилин після першої посадки до останньої посадки дня (зупинки: площа Юхуа, міст Ціньхун, Сіхуамень, залізнична станція Нанкін ); макс. інтервал 30 хвилин
- Лінія 2: 9:30–22:30 (зупинки: готель Cuipingshan, залізнична станція Nanjing South, станція метро Zhonghuamen), макс. інтервал 30 хвилин

### Швидкісна дорога
До аеропорту можна дістатися по вулиці Конганг, яка з’єднується з автострадою Airport Expressway. Швидкісна автострада до аеропорту є частиною швидкісної автомагістралі S55 Нінсюань (Нанкін – Сюанчен).

### Залізниця
Станція Lukou Airport на лінії S1 Нанкінського метро з'єднує аеропорт із Південним залізничним вокзалом Нанкіна. Години роботи: з 6:00 до 22:40 (в обох напрямках), з інтервалом 9'57" в години пік і 13'16" в години низьких годин. Уся подорож займає приблизно 35 хвилин і коштує 7 юанів. На Південному залізничному вокзалі Нанкіна пасажири можуть пересісти на високошвидкісні потяги до інших міст, автобуси до найближчих міст, лінії метро Нанкін 1, лінії метро Нанкін 3, лінії метро Нанкін S3 і автобуси.

### Таксі
За межами залу прильоту легко дістатися до таксі. Вартість проїзду між аеропортом і районом міста коливається від ¥80 до ¥120.